# Eunotus cretaceus
Eunotus cretaceus är en stekelart som beskrevs av Walker 1834. Eunotus cretaceus ingår i släktet Eunotus och familjen puppglanssteklar. Arten är reproducerande i Sverige. Inga underarter finns listade i Catalogue of Life.